# Хідарі Сатіко
Сатіко Хідарі (яп. 左幸子 Хідарі Сатико), справжнє ім'я Сатіко Накамура (яп. 額村 幸子 Накамура Сатіко); 29 червня 1930, Асахі, Симоніїкава, Тояма — 7 листопада 2001, Токіо) — японська акторка, продюсерка та кінорежисерка. 
Багато знімалася протягом трьох десятиліть (у 1950—1970-ті), створивши образи, що запам'ятовуються, у фільмах видатних японських режисерів Хейноске Госе, Тому Утіди, Сьохея Імамури, Сусуму Хані, Кіндзі Фукасаку та інших. Стала третьою японською жінкою (після Тадзуко Сакане та Кінуйо Танаки), що наважилася стати з іншого боку камери, що у Японії XX століття було заборонено, про що і свідчить недовга кар'єра як режисерки, як її самої, і її попередниць.